# Барабаны Перна
«Барабаны Перна» (1979) — третья книга трилогии «Арфистка Менолли» или «Песнь Перна» фантастической эпопеи «Всадники Перна» американской писательницы Энн МакКефри, получивший Балрог в 1980 году.

## Описание сюжета
В один прекрасный день юный арфист Пьемур, обладатель уникального дисканта, звезда многочисленных хоровых постановок Цеха Арфистов, с ужасом понимает, что его певческая карьера закончена - у него ломается голос. Однако Робинтон, глава Цеха Арфистов, решает, что сообразительность и талант Пьемура выходить сухим из воды могут быть использованы арфистами. Пьемур определён в ученики к барабанных дел мастеру Олодоки, однако должен время от времени выполнять секретные поручения Мастера Робинтона и подмастерьев Сибела и Менолли.
Пьемур старается вести себя тише воды, чтобы доказать, что ему можно доверять любые секретные дела, однако это сильно осложняет ему жизнь на барабанной вышке - ученики и подмастерья Мастера Олодоки постоянно пытаются его задеть. Одна из таких "шалостей" заканчивается тем, что Пьемур, поскользнувшись на смазанной жиром лестнице, получает сотрясение мозга. Робинтон принимает решение не возвращать его на барабанную вышку.
Мерон, лорд Набола, при смерти и отказывается назвать наследника, желая погрузить свой холд в пучину междоусобиц. Сибел и Пьемур отправляются туда, для того, чтобы понять, кто из многочисленных наследников действительно дельный человек, и кого должны поддержать арфисты. Пока Сибел общается с местными арфистами, Пьемур под видом кухонного мальчишки пробирается в холд.
В процессе уборки личных покоев лорда Пьемур обнаруживает горшочки с яйцами файров, которыми Мерон одаривает приближённых. Определив, что одно из яиц явно королевское (а не от зелёных файров, как остальные), Пьемур умудряется украсть его. Однако выйти из холда ему не удаётся - пропажу замечают и объявляют тревогу. Пьемур скрывается в подсобке, забитой мешками с различными товарами - для маскировки он вспарывает один мешок, залезает внутрь, закрывает шов изнутри, и, измученный, засыпает. Придя в себя и вылезя из мешка, Пьемур с удивлением обнаруживает себя рядом с неизвестным ему вейром в очень жарком климате. Путём логических заключений он понимает, что товары в подсобке предназначались для нелегальной торговли с ссыльными всадниками Южного вейра, рядом с которым он и оказался. Пьемур убегает в лес, чтобы не попасться всадникам Южного, хотя бы до момента рождения его файра. Кроме того, раскрытие его личности, как арфиста-разведчика, грозит  политическими последствиями для Цеха Арфистов и Мастера Робинтона.
Тем временем в Наболе мастер Робинтон и Сибел, при помощи мастера Олдайва и местного арфиста подводят умирающего и страдающего от боли Мерона к тому, чтобы назвать своим преемником Дектера, пользующегося наибольшим уважением среди жителей. Проведя небольшое расследование, Сибел и Менолли понимают, что Мерон вёл активную торговлю с Южным вейром, и что Пьемур оказался на Южном материке.
Пьемур выживает на Южном материке. Где-то интуитивно, где-то вспоминая рассказы Менолли, он переживает падение, добывает себе еду, чинит одежду. Пьемур решает, что такая вольная жизнь вдали от людей ему по душе. Вместе со своей королевой Фарли и маленьким скакуном Дуралеем он бороздит просторы Южного материка, пока не обнаруживает группу южан, собирающих целебные травы под руководством Шарры, сестры Торика, неутверждённого лорда Южного. Шарра принимает Пьемура, не интересуясь, кто он и как появился на Южном. Вместе они отправляются вглубь материка за наиболее ценными и редкими травами. Пьемур перенимает от Шарры многочисленные знания о выживании среди непривычной жителю Севера флоры и фауны Южного материка. Шарра убеждает Пьемура по окончании экспедиции прибыть в Южный холд и представиться Торику, как хоть и неутверждённому, но - лорду Южного.
Сибел и Менолли на лодке отправляются в Южный холд для поисков Пьемура. Кими Сибела готова подняться в свой первый брачный полёт. Менолли отсылает Красотку, чтобы та не помешала Кими, и между молодыми людьми вспыхивает давно скрываемая взаимная страсть. Прибыв в Южный холд, Сибел предлагает Торику завести барабанную службу для передачи сообщений, аналогичную той, что активно используется на севере. Вместе с Ториком они находят старое дерево, прекрасно подходящее для того, чтобы выдолбить сигнальный барабан. По наитию Сибел берёт палку и отстукивает сигнал "Ученик, явись". Этот сигнал слышит Пьемур, возвращающийся в Южный со сборщиками трав.
Пьемур наконец-то рассказывает присутствующим свою истинную историю. Торик соглашается принять на службу в холд доказавшего свою живучесть Пьемура. Робинтон присваивает Пьемуру звание подмастерья и даёт официальное назначение в Южный холд.

## Персонажи
| Действующие лица    | Их описание                                                                                                   |
| ------------------- | --- |
| Пьемур              | ученик мастера Шоганара, затем ученик мастера Олодоки, затем подмастерье цеха Арфистов, файр -— золотая Фарли |
| Менолли             | подмастерье цеха Арфистов, хозяйка девяти файров                                                              |
| Ф’лар               | Предводитель Вейра Бенден, дракон — Мнемент                                                                   |
| Лесса               | Госпожа Вейра Бенден, дракон — Рамота                                                                         |
| Робинтон            | Мастер арфистов Перна, файр — бронзовый Заир                                                                  |
| Сильвина            | хозяйка Дома арфистов в Форте                                                                                 |
| Сибел               | подмастерье цеха Арфистов, личный помощник Робинтона, файр — золотая Кими                                     |
| Т’рон (ранее Т’тон) | бывший предводитель Форт Вейра, сослан в Южный Вейр                                                           |
| Н’тон               | предводитель Форт Вейра, дракон — Лиот                                                                        |
| Мардра              | госпожа Южного Вейра, дракон — Ларанта                                                                        |
| Торик               | неутверждённый лорд Южного Холда                                                                              |
| Шарра               | сестра Торика, руководитель экспедиции по сбору целебных трав                                                 |
| Мерон               | лорд Набола                                                                                                   |